# Mystacinobia zelandica
Mystacinobia zelandica är en tvåvingeart som beskrevs av Holloway 1976. Mystacinobia zelandica ingår i släktet Mystacinobia och familjen Mystacinobiidae. Inga underarter finns listade i Catalogue of Life.